# Aloplemmeles colorata
Aloplemmeles colorata är en insektsart som beskrevs av Evans 1966. Aloplemmeles colorata ingår i släktet Aloplemmeles och familjen dvärgstritar. Inga underarter finns listade i Catalogue of Life.